# Auguste Van Biervliet
Auguste-Louis Van Biervliet (Kortrijk, 13 december 1830 - Brussel, 25 oktober 1869) was arts en auteur van medische werken.

## Levensloop
Auguste-Louis Van Biervliet behoorde tot een familie die heel wat universitairen leverde. Hij was de oudste van de zes zonen van de Leuvense hoogleraar geneeskunde Antonius-Lodewijk Van Biervliet (1802-1868). Zijn moeder was een dochter van de Gentse arts en rector van de Universiteit van Gent, Jacques-Louis Kesteloot. Zijn broer Joseph Van Biervliet (1841-1935) was hoogleraar rechten aan de Katholieke Universiteit Leuven, waar hij tot op zijn 89ste doceerde (zestig jaar lang) en van 1898 tot 1930 secretaris-generaal van de universiteit was. Zelf trouwde Auguste met Emérence Van de Steene. Zijn zoon Albert Van Biervliet (1861-1891) werd hoogleraar fysica aan de Leuvense universiteit, maar stierf al op vroege leeftijd. Zijn oudste zoon, Jules Van Biervliet (1859-1945), werd hoogleraar in Gent en lag mee aan de basis van de vooruitgang in het behandelen van psychische stoornissen.
Van Biervliet werd in 1850 doctor in de natuurwetenschappen en in 1854 doctor in de genees- heel- en verloskunde aan de KU Leuven. Hij werd vervolgens oogarts in Brugge, verbonden aan het Sint-Janshospitaal, aan het Sint-Elisabethziekenhuis en aan het Oogheelkundig Instituut. Hij werd ook secretaris van de 'Société médico-chirurgicale de Bruges' en redacteur van de 'Annales' van deze vereniging. In 1863 werd hij tot corresponderend lid verkozen van de Koninklijke Academie voor Geneeskunde.
In 1868 werd hij bestuurslid van het Genootschap voor Geschiedenis te Brugge. Het jaar daarop, pas 39 geworden, overleed hij.

## Publicaties
Van Biervliet vertaalde onder meer medische werken uit het Duits.
- Histoire du développement de l'oeil humain (vertaling van een werk door V. Ammon), 1860.
- Recherches sur le strabisme et les opérations qu’il réclame, Brussel, 1862.
- Anatomie de l'oreille (vertaling van een werk door V. Troeltsch), 1863.
- "Ophthalmie périodique du cheval, ophthalmoscopie chez le cheval, nerf optique, développement de l'oeil, auto-ophthalmoscopie" (in Annales d'Oculistique).
- "Iris, ovariotomie, tympan, résection du maxillaire inférieur" (in Annales de la Société médico-chirurgicale de Bruges).
- "Désarticulation méta-carpo-phalangienne" (in Bulletin de l'Académie royale de Belgique).